# Джузеппе Бонавіа

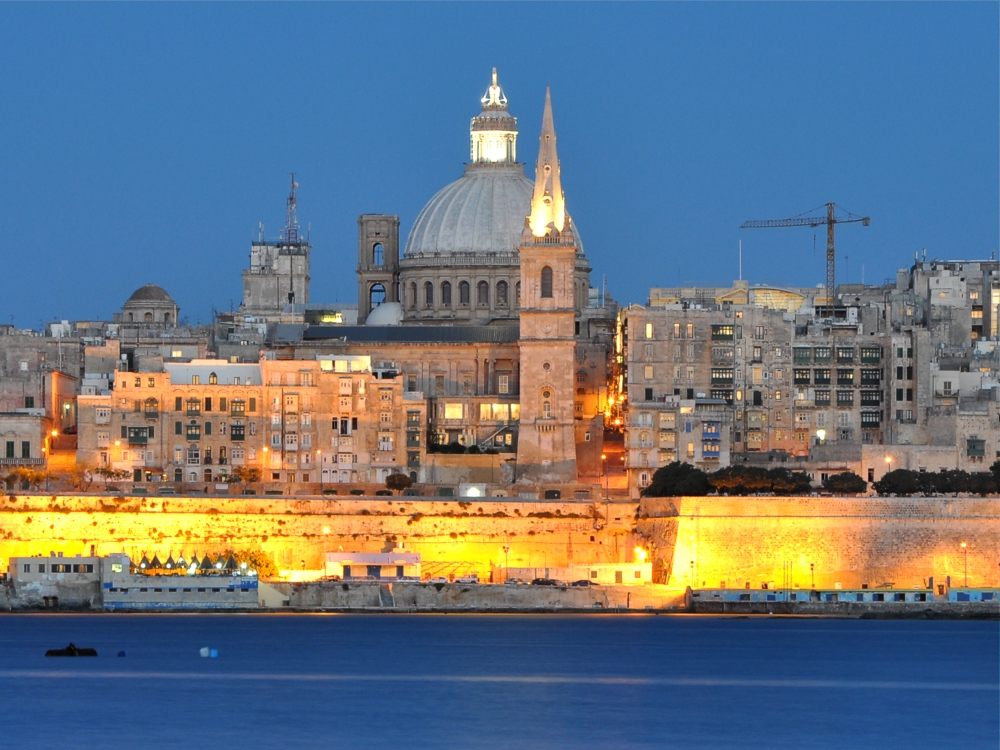
Церква святого Павла. Архітектор Джузеппе Бонавіа

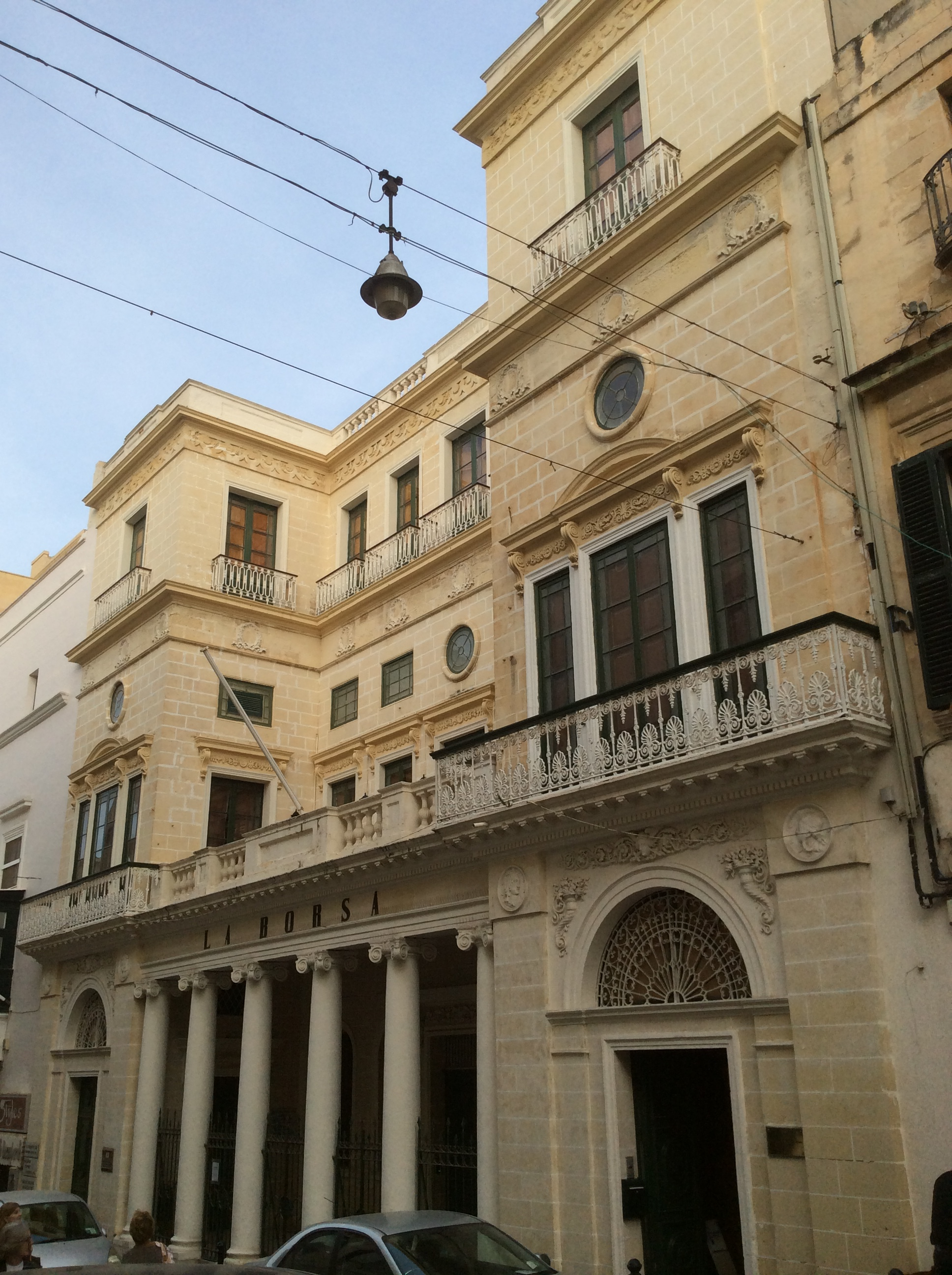
La Borsa in Valletta, one of Bonavia's best-known buildings

Джузеппе Бонавіа (Giuseppe Bonavia) (1821 рік — 2 вересня 1885 року), Мальта) — мальтійський архітектор і художник, за проєктами якого було побудовано низку будівель в місті Валлетта, яка нині є столицею Мальти, та в інших містах Мальти

## Біографія
Джузеппе Бонавіа народився у 1821 році у Валлетті — був головним архітектором у другій половині 19 — го століття. Спочатку Джузеппе був помічником робіт у співпраці з королівськими інженерами, перш ніж стати главою Департаменту. Бонавіа працював у різних архітектурних стилях, у тому числі неоготика і неокласицизм. За його проєктами активно зводились будівлі у 1850 — х і 1860 — х років. Його Андріївська церква (1854) була першою готичною церквою, яка була побудований на Мальті, в той час як його шедевр La Borsa (Обмінні будівлі), який був побудований в 1857 році.

## Будинки, спроєктовані Бонавіа
- 1852 рік — Фасад церкви Богоматері на горі Кармель, Валлетта
- 1852 рік — Церква Святого Павла, Біркіркара
- 1853 рік — Stella Maris церкви, Сліма
- 1854 рік — Шотландська Андріївська церква, Валлетта (1854)
- 1856 рік — Перша церква кармелітів, Баллут
- 1857 рік — Бельведер вежа Валлетта
- 1859 рік — Баллут церква Валлетта
- 1876 рік — Палаццо Феррерія, Валлетта

Бонавіа також готував плани щодо запропонованого в 1859 році Королівського оперного театру, але врешті-решт будівля була побудована за проєктом англійського архітектора Едварда Міддлтона Баррі. Палац Драгонара в Сент-Джуліансі іноді також відносять до спадщини Бонавіа.